# Bourne End (Buckinghamshire)
Bourne End is een plaats in het bestuurlijke gebied Wycombe, in het Engelse graafschap Buckinghamshire. De plaats telt 5320 inwoners.

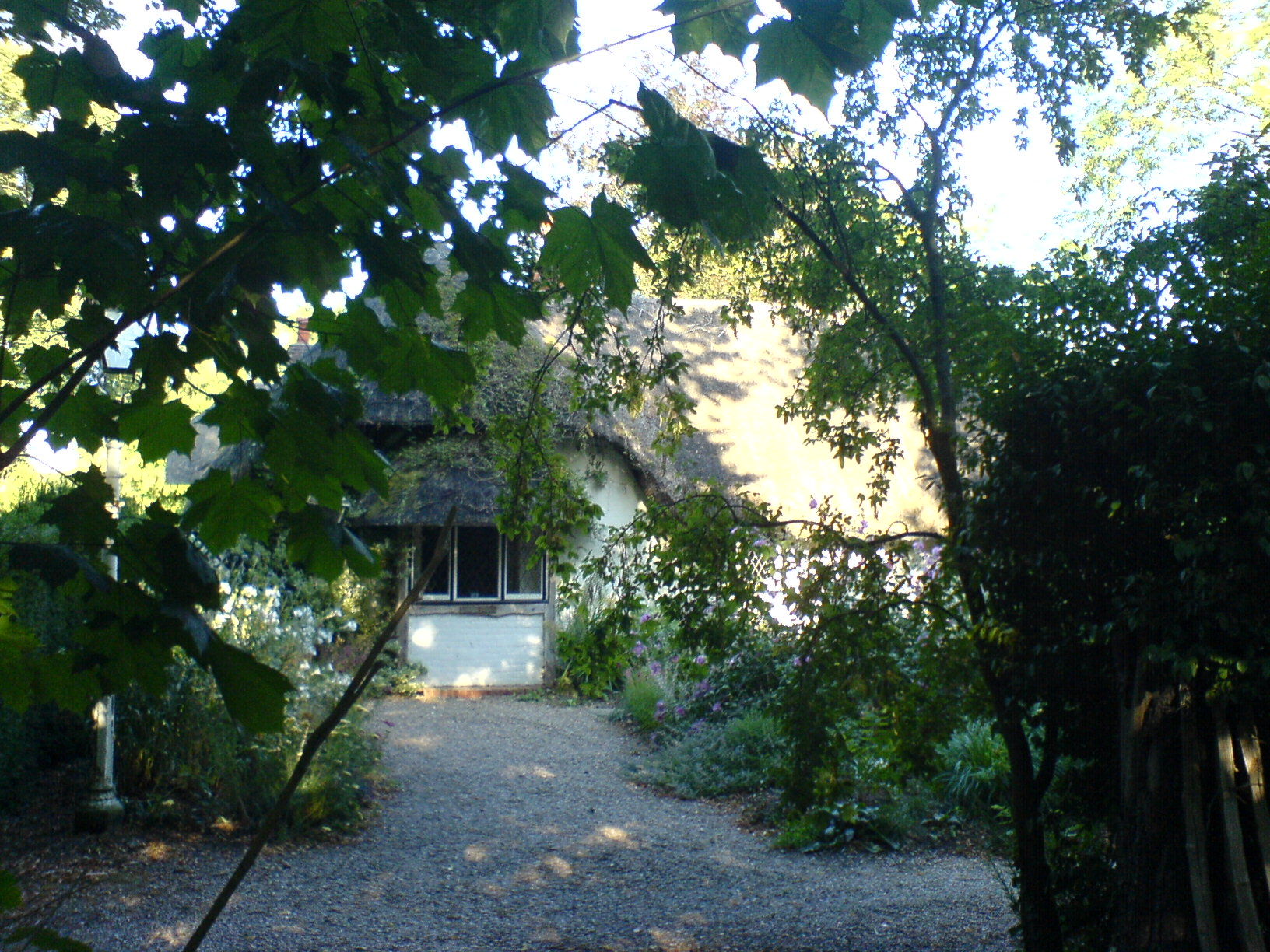
Enid Blytons huis in Bourne End